# Coupe d'Europe des vainqueurs de coupe féminine de handball 2000-2001
Navigation
Coupe des coupes 1999-2000 Coupe des coupes 2001-2002
La Coupe d'Europe des vainqueurs de coupe féminine de handball 2000-2001 est la 25e édition de la Coupe d'Europe des vainqueurs de coupe féminine de handball, compétition de handball créée en 1976 et organisée par l'EHF.

## Formule
La Coupe des Vainqueurs de Coupe est également appelée C2. Il est d’usage que les vainqueurs des coupes nationales respectives y participent. L’ensemble des rencontres se dispute en matches aller-retour, y compris la finale. 

## Résultats

### Quarts de finale
| Date Aller  | Club              | Aller   | Total   | Retour  | Club               | Date Retour  |
| ----------- | ----------------- | ------- | ------- | ------- | ------------------ | ------------ |
| 3 mars 2001 | Nordstrand 2000   | 29 - 24 | 51 - 50 | 22 - 26 | CB Elda Prestigio  | 10 mars 2001 |
| 4 mars 2001 | AS Silcotub Zalău | 29 - 21 | 53 - 42 | 24 - 21 | Kouban Krasnodar   | 10 mars 2001 |
| 3 mars 2001 | Napredak Kruševac | 26 - 26 | 48 - 65 | 22 - 39 | HC Motor Zaporijia | 10 mars 2001 |
| 4 mars 2001 | ES Besançon       | 28 - 17 | 51 - 47 | 23 - 30 | ŽRK Žalec          | 10 mars 2001 |

### Demi-finales
| Date Aller     | Club              | Aller   | Total   | Retour  | Club               | Date Retour  |
| -------------- | ----------------- | ------- | ------- | ------- | ------------------ | ------------ |
| 1er avril 2001 | Nordstrand 2000   | 28 - 19 | 49 - 41 | 21 - 22 | ES Besançon        | 8 avril 2001 |
| 1er avril 2001 | AS Silcotub Zalău | 29 - 20 | 46 - 48 | 17-28   | HC Motor Zaporijia | 7 avril 2001 |

### Finale
| Date Aller | Club               | Aller   | Total   | Retour  | Club            | Date Retour |
| ---------- | ------------------ | ------- | ------- | ------- | --------------- | ----------- |
| 6 mai 2001 | HC Motor Zaporijia | 26 - 20 | 49 - 38 | 23 - 18 | Nordstrand 2000 | 13 mai 2001 |

## Les championnes d'Europe
| Championne d'Europe des vainqueurs de coupe 2000-2001 HC Motor Zaporijia 1er titre |